# Vesa Hakala
Vesa Hakala (Harjavalta, 5 de diciembre de 1968) es un deportista finlandés que compitió en salto en esquí. Ganó una medalla de plata en el Campeonato Mundial de Esquí Nórdico de 1991, en la prueba de trampolín grande por equipo.

## Palmarés internacional
| Campeonato Mundial | Campeonato Mundial     | Campeonato Mundial | Campeonato Mundial |
| Año                | Lugar                  | Medalla            | Prueba             |
| ------------------ | ---------------------- | ------------------ | ------------------ |
| 1991               | Val di Fiemme (Italia) | Medalla de plata   | TG por equipo      |